# Ivan Mitxenko
Ivan Mitxenko (Leningrad, 15 de febrer de 1960) fou un ciclista soviètic, d'origen rus, que va competir a principis de la dècada de 1980.

## Palmarès en pista
- 1978
  -  Campió del món júnior en Persecució per equips (amb Alexandre Krasnov, Nikolai Kuznetsov i Víktor Manakov)
- 1980
  - 1r a la Milk Race i vencedor d'una etapa
- 1981
  - 1r al Gran Premi della Liberazione
  - Vencedor d'una etapa al Circuit de La Sarthe
  - Vencedor d'una etapa a la Cursa de la Pau
  - Vencedor de 2 etapes al Giro de les Regions
  - Vencedor de 2 etapes a la Volta a Iugoslàvia
- 1982
  - 1r al Circuit de La Sarthe i vencedor de 2 etapes
  - 1r al Giro de les Regions i vencedor d'una etapa
  - 1r a la Volta a Sotxi
  - Vencedor d'una etapa a la Volta a Toledo
  - Vencedor d'una etapa al Tour de Valclusa
- 1983
  - Vencedor d'una etapa a la Ruban Granitier Breton